# Georg Freiherr von Boeselager

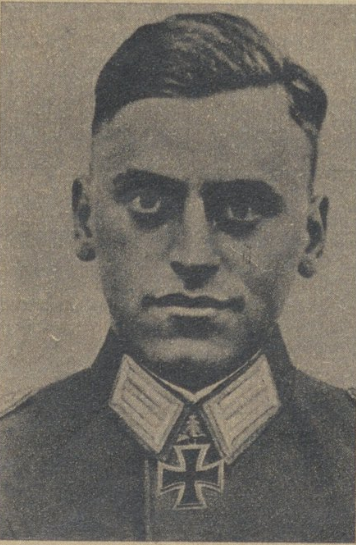
Rittmeister Georg von Boeselager

Georg Freiherr von Boeselager (* 25. August 1915 in Kassel; † 27. August 1944 bei Łomża am Narew) war ein deutscher Kavallerieoffizier, zuletzt Oberst (postum). Er war am militärischen Widerstand gegen den Nationalsozialismus beteiligt.

## Frühe Jahre (1915–1939)
Georg Freiherr von Boeselager wurde als Sohn des Freiherrn Albert von Boeselager (1883–1956) und seiner Gattin Freiin Maria-Theresia von Salis-Soglio (1890–1968) geboren. Er wuchs als dritter Sohn unter zehn Geschwistern auf der alten Wasserburg Heimerzheim, die bis heute Teil des Besitzes der Barone von Boeselager ist, auf. Sein Ururgroßvater Maximilian Anton (1775–1821) war Maire in Münster. Zu den Verwandten zählte der Diplomat und Gegner des Nationalsozialismus, Wilhelm Freiherr von Ketteler, sowie sein Großonkel Clemens August Graf von Galen.
Sein Elternhaus war geprägt vom rheinischen Katholizismus. Georg wurde von Jugend an zu einem Kavallerieoffizier erzogen. Zudem machte er sich einen Namen als Turnierreiter.
Das Abitur absolvierte Boeselager auf dem Aloisiuskolleg, einer Jesuitenschule in Bonn-Bad Godesberg. Am 1. April 1934 trat er ins Reiterregiment 15 in Paderborn ein. Nach seiner Ausbildung wurde er 1936 zum Leutnant und am 1. März 1939 zum Oberleutnant befördert.

## Offizier im Zweiten Weltkrieg

### Überfall auf Polen und Westfeldzug (1939–1941)
Für seine Leistungen beim Überfall auf Polen 1939 erhielt Boeselager das Eiserne Kreuz II. Klasse. Im Westfeldzug 1940 konnte er sich wieder auszeichnen. Für die Bildung eines Brückenkopfes über die Seine erhielt er am 13. Juni 1940 das Eiserne Kreuz I. Klasse und wurde am 18. Januar 1941 zusätzlich wegen Tapferkeit im Gefecht mit dem Ritterkreuz des Eisernen Kreuzes ausgezeichnet. Die Beförderung zum Rittmeister erfolgte am 1. Juli 1941.

### Überfall auf die Sowjetunion (Unternehmen Barbarossa)
Im Krieg gegen die Sowjetunion bewies Boeselager wiederum seine militärischen Fähigkeiten. Für seine Leistungen erhielt er am 31. Dezember 1941 das Eichenlaub zum Ritterkreuz.
In diesen Zeitraum fällt eine jagdähnliche Erschießung von Juden, von der Boeselager Friedrich August von der Heydte berichtete. Dieser erzählte die Geschichte später in Gefangenschaft einem namentlich unbekannten Zelleninsassen:

„Dieses ist eine wahre Geschichte, die mir Boeselager erzählt hat, der es immerhin bis zu den Schwertern gebracht hat, bevor er gefallen ist. Oberstleutnant [Georg] Freiherr von Boeselager war Regimentskamerad von mir. Er hat Folgendes erlebt, dass also bei einem SS-Führer – das war aber schon ’42 gewesen oder ’41 oder wann, also ganz zu Beginn der Angelegenheit – in Polen, glaube ich, war es, der ist so als Zivilkommissar dahin gekommen. [Unbekannte Person fragt: Wer?] Der SS-Führer. Der Boeselager hat damals, glaube ich, gerade das Eichenlaub bekommen. Er ist also beim Essen, nach dem Essen sagt er: „Jetzt wollen wir uns noch eine kleine ............ ansehen.“ Da sind sie raus gefahren in Wagen und – es klingt märchenhaft, das ist aber so – und da lagen Schrotbüchsen da, normale Büchsen, und standen 30 polnische Juden da. Dann wurde den Gästen je eine Büchse gegeben, und dann wurden die Juden vorbeigetrieben, und dann durfte jeder einen Juden totschießen mit Schrot. Anschließend bekamen sie einen Gnadenschuss.“

Die heimlich aufgezeichneten Gespräche deutscher Gefangener weisen immer wieder Ungenauigkeiten und Fehler auf, was in der Natur des ungezwungenen Gesprächs unter Soldaten begründet liegt. Die Quelle belegt allerdings, dass v. Boeselager von der Ermordung polnischer Juden früh Kenntnis gehabt hat.
Nach seiner Abkommandierung von der Front war er 1942 eine Zeit lang Taktiklehrer an der „Schule für Schnelle Truppen“ in Krampnitz. In dieser Zeit knüpfte er Kontakte zum militärischen Widerstand, die er auch bei seinen späteren Fronteinsätzen nicht abreißen ließ. Anschließend wurde er Ausbilder rumänischer Kavallerieoffiziere.

### Misslungenes Attentat auf Hitler (13. März 1943)
Nach einer Vorsprache bei Generalfeldmarschall Günther von Kluge, dem Oberbefehlshaber der Heeresgruppe Mitte, im Dezember 1942 wurde er mit der Aufstellung des „Kavallerieregiments Mitte“, einem eigenständigen Kavallerieverband, beauftragt.
Als sich am 13. März 1943 in Smolensk bei einem Frontbesuch Hitlers die Möglichkeit für ein Attentat ergab, meldeten sich Georg und sein Bruder Philipp Freiherr von Boeselager freiwillig für die Ausführung. Hitler sollte erschossen werden, was aber Generalfeldmarschall von Kluge verbot, da Hitler nicht von Heinrich Himmler begleitet wurde und jener somit nicht ebenfalls getötet werden konnte. Kluge befürchtete sonst in der Folge einen Bürgerkrieg zwischen Heer und SS. Danach wurde eine Bombe in das Flugzeug geschmuggelt, die während Hitlers Heimflug detonieren sollte. Das Attentat misslang jedoch, da die Zünder im unbeheizten Gepäckraum des Flugzeugs einfroren.

### Vernichtungskrieg gegen die Sowjetunion
Am 1. Juni 1943 wurde Boeselager zum Major ernannt. Am 23. Juni 1943 übersandte Boeselager als Kommandeur des Kavallerie-Regiments Mitte an Henning von Tresckow vom Oberkommando der Heeresgruppe Mitte einen „Erfahrungsbericht über die Kampftaktik der Partisanen und Möglichkeiten unsererseits, die Bandengefahr zu beschränken“. Als Maßnahmen schlug Boeselager vor:

„Für den deutschen Soldaten ist es unmöglich, den Partisan vom Nichtpartisan zu unterscheiden. […] Nach Ansicht des Rgts. muß das Gebiet eingeteilt werden in a) befriedetes Gebiet, b) bandengefährdetes Gebiet, c) bandenverseuchtes Gebiet. […] Im bandengefährdeten Gebiet dürfen die Männer nur geschlossen den Ort verlassen und geschlossen arbeiten. […] Alle in diesem Gebiet einzeln oder in kleinen Trupps herumgehenden Männer müssen sofort erschossen oder gefangengenommen werden. […] Aus dem Bandenverseuchten Gebiete müssen alle Männer weggeschafft werden. Bis zu einem bestimmten Zeitpunkt werden die Männer bis 50 Jahre von der Truppe aufgegriffen und der Wirtschaftsinspektion als Arbeitskräfte zugeführt. Nach dieser Zeit werden die Männer in diesem Gebiet erschossen.“

Von Tresckow war von den Vorschlägen eingenommen und sandte am 27. Juni 1943 persönlich Abschriften von Boeselagers Schreiben an alle Armeen der Heeresgruppe Mitte, das Oberkommando des Heeres und an den General der Osttruppen.
In weiteren Kämpfen wurde Boeselager im Oktober 1943 verwundet. Am 1. Dezember 1943 erfolgte die Beförderung zum Oberstleutnant.

### Attentat vom 20. Juli 1944
Nach einer erneuten Verwundung im Februar 1944 kehrte Georg Freiherr von Boeselager im Juni, noch nicht ganz genesen, zur Truppe zurück. Dort erfuhr er von dem geplanten Attentat auf Hitler. Zur Unterstützung des Widerstandes verlegte er große Teile der 3. Kavallerie-Brigade, deren Kommandeur er war, ins Hinterland, um bei Befehl auf Berlin vorrücken zu können. Der Befehl blieb aus. Noch bevor er sich entschließen konnte, informierte ihn Generalmajor Henning von Tresckow über das Scheitern der Aktion vom 20. Juli 1944. Er führte daraufhin seine Truppe zurück an die Front. Sowohl er als auch sein Bruder Philipp Freiherr von Boeselager wurden nicht mit dem Anschlag in Verbindung gebracht. Er überlebte nach dem Anschlag Hitlers Rache-Hinrichtungen, weil Tresckow Selbstmord verübte und Widerstandskämpfer Fabian von Schlabrendorff auch unter Folter keine Namen preisgab.
Bei einem Angriff auf eine russische Schützendivision fiel Boeselager am 27. August 1944. Postum erfolgte die Verleihung der Schwerter zum Ritterkreuz des Eisernen Kreuzes mit Eichenlaub und die Beförderung zum Oberst.

## Militärische Auszeichnungen und Ehrungen

### Ehrungen
Zu Ehren von Georg Freiherr von Boeselager wurde von der Bundeswehr die „Freiherr-von-Boeselager-Kaserne“ in Munster (Örtze) sowie ein internationaler militärischer Vielseitigkeits-Wettkampf der Panzeraufklärungstruppe (Boeselager-Wettkampf) nach ihm benannt. In Bonn wurde 1966 eine Straße, in Freyung (Bayern) wurde die zur Kaserne „Am Goldenen Steig“ (Aufklärungsbataillon 8) führende Straße nach ihm benannt, in Roding (ehemals PzAufklBtl 4) die Straße zur Arnulfkaserne. 1993 wurde in Swisttal-Heimerzheim, seinem letzten Wohnort (Burg Heimerzheim), die damalige Gemeinschaftshauptschule Swisttal nach von Boeselager benannt. Die Georg-von-Boeselager-Schule ist heute eine Verbundschule mit Haupt- und Realschulzweig.

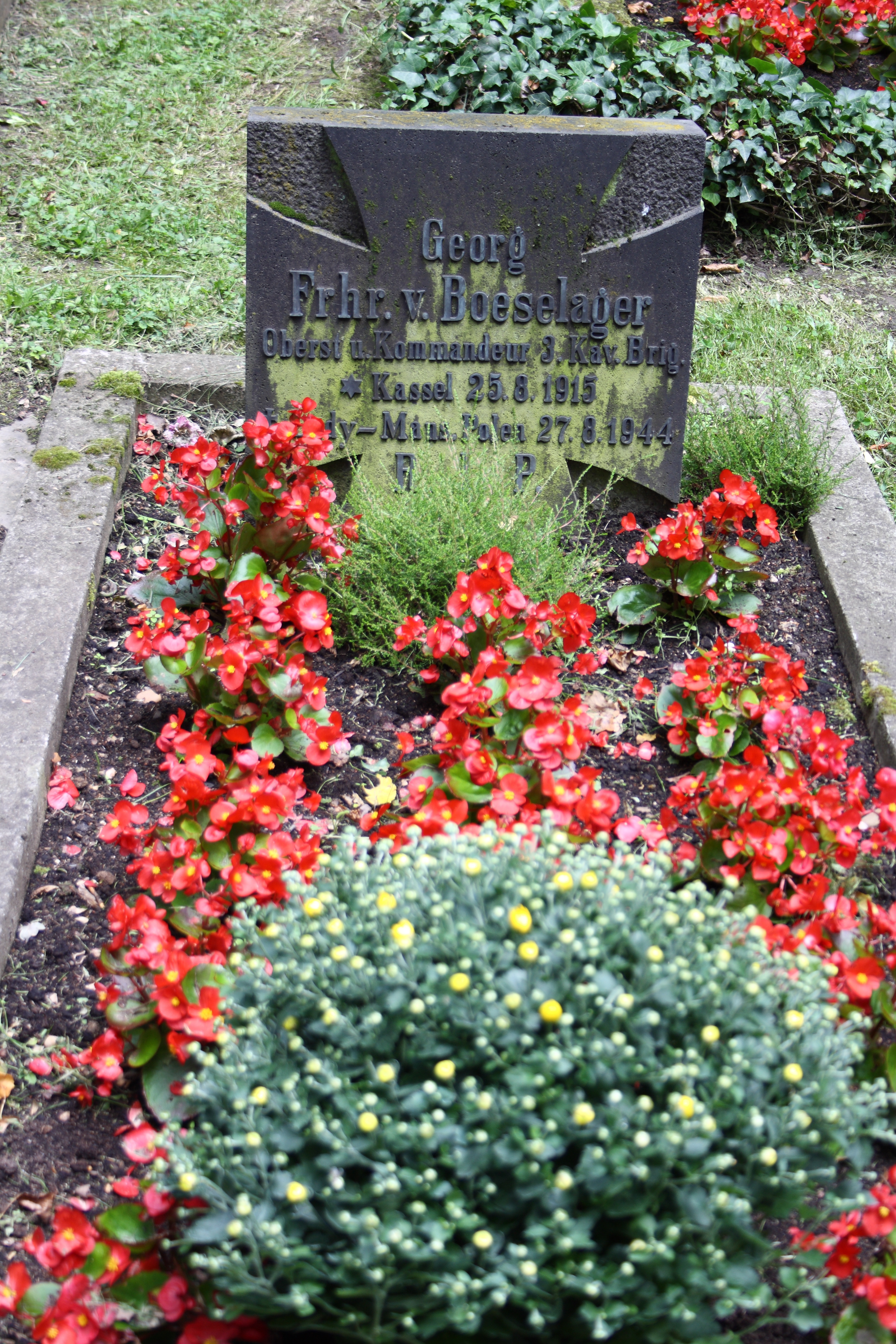
Grabstein auf dem Friedhof von Burg Heimerzheim (2012)

### Militärische Auszeichnungen
- Ritterkreuz des Eisernen Kreuzes mit Eichenlaub und Schwertern[7]
  - Schwerter am 28. November 1944 (114. Verleihung) (posthum)
  - Eichenlaub am 31. Dezember 1941 (53. Verleihung)
  - Ritterkreuz am 18. Januar 1941
- Eisernes Kreuz (1939) II. und I. Klasse
- Allgemeines Sturmabzeichen
- Medaille Winterschlacht im Osten 1941/42
- Verwundetenabzeichen (1939) in Silber
- Wehrmacht-Dienstauszeichnung IV. Klasse
- zweimalige Nennung im Wehrmachtbericht